# Xã Lackawannock, Quận Mercer, Pennsylvania
Xã Lackawannock (tiếng Anh: Lackawannock Township) là một xã thuộc quận Mercer, tiểu bang Pennsylvania, Hoa Kỳ. Năm 2010, dân số của xã này là 2.662 người.